# Altamura
Altamura (AFI: /altaˈmura/;  ù Ialtamùre in dialetto locale) è un comune italiano di 70 168 abitanti della città metropolitana di Bari in Puglia.

## Geografia fisica

### Territorio
Parte del territorio di Altamura è incluso nel parco nazionale dell'Alta Murgia. Delle doline carsiche si rileva il Pulo di Altamura, essa si apre tra le colline dell'altopiano murgiano a circa 467 m s.l.m..
In una grotta in località Lamalunga, nell'ottobre del 1993, fu ritrovato dagli speleologi del CARS uno scheletro di Homo neanderthalensis, noto come Uomo di Altamura, oltre a vari resti fossili di altri animali.
In una cava dismessa in località Pontrelli sono state rinvenute impronte impresse da dinosauri vissuti nel Cretacico Superiore, circa 80 milioni di anni fa.
Grazie alla presenza di questi due siti, la Murgia di Altamura fu candidata per la "lista propositiva" dell'UNESCO il 1º giugno 2006, ma senza successo. L'altitudine del territorio comunale varia da 351 m s.l.m. a 671 m s.l.m..

### Clima
Il clima è di tipo submediterraneo (classificazione dei climi di Köppen Cfsa), con inverni moderatamente freddi ed estati calde e asciutte. La temperatura media del mese più freddo (gennaio) è di 6.5°, quella del mese più caldo (luglio) è di 25.3°. Le precipitazioni annuali si attestano attorno ai 550 mm, con maggiore frequenza nei mesi più freddi e pochi episodi (talvolta violenti) nei mesi estivi. La neve si presenta sporadicamente nel periodo tra dicembre e marzo, in genere associata a irruzioni di aria fredda dai quadranti nord-orientali. Da segnalare la nevicata avvenuta nel gennaio 2017, con accumuli oltre il metro anche in città. Nei mesi autunnali sono piuttosto frequenti le nebbie.
Gli estremi termici dal 1925 al 2013 sono stati di -8.7° (14 gennaio 1968) e di 43.3° (10 settembre 1946).
Di seguito sono riportate le medie climatiche e i valori massimi e minimi assoluti relativi al trentennio 1981-2010 registrati dalla stazione meteo gestita dalla Protezione Civile.
| Altamura (1981-2010)            | Mesi        | Mesi        | Mesi        | Mesi        | Mesi        | Mesi        | Mesi        | Mesi        | Mesi        | Mesi        | Mesi        | Mesi        | Stagioni | Stagioni | Stagioni | Stagioni | Anno  |
| Altamura (1981-2010)            | Gen         | Feb         | Mar         | Apr         | Mag         | Giu         | Lug         | Ago         | Set         | Ott         | Nov         | Dic         | Inv      | Pri      | Est      | Aut      | Anno  |
| ------------------------------- | ----------- | ----------- | ----------- | ----------- | ----------- | ----------- | ----------- | ----------- | ----------- | ----------- | ----------- | ----------- | -------- | -------- | -------- | -------- | ----- |
| T. max. media (°C)              | 9,2         | 9,9         | 13,3        | 16,8        | 22,5        | 27,5        | 30,4        | 30,1        | 24,9        | 19,9        | 14,0        | 9,7         | 9,6      | 17,5     | 29,3     | 19,6     | 19,0  |
| T. min. media (°C)              | 3,7         | 3,4         | 5,6         | 8,5         | 13,2        | 17,3        | 20,2        | 20,1        | 16,5        | 12,5        | 7,9         | 4,7         | 3,9      | 9,1      | 19,2     | 12,3     | 11,1  |
| T. max. assoluta (°C)           | 19,9 (2007) | 21,5 (2008) | 27,7 (2001) | 27,3 (2000) | 34,5 (1994) | 40,8 (2006) | 43,0 (1988) | 42,0 (1999) | 38,4 (1994) | 32,6 (1981) | 24,8 (2009) | 21,1 (2004) | 21,5     | 34,5     | 43,0     | 38,4     | 43,0  |
| T. min. assoluta (°C)           | −5,0 (1993) | −5,8 (1993) | −5,0 (2005) | −3,2 (2003) | 4,8 (1991)  | 8,9 (2006)  | 12,2 (1986) | 12,0 (1989) | 7,2 (1996)  | 3,5 (1997)  | −1,0 (1981) | −5,0 (2007) | −5,8     | −5,0     | 8,9      | −1,0     | −5,8  |
| Giorni di calura (Tmax ≥ 30 °C) | 0,0         | 0,0         | 0,0         | 0,0         | 1,9         | 9,2         | 17,0        | 16,8        | 3,2         | 0,1         | 0,0         | 0,0         | 0,0      | 1,9      | 43,0     | 3,3      | 48,2  |
| Giorni di gelo (Tmin ≤ 0 °C)    | 4,1         | 5,0         | 2,2         | 0,2         | 0,0         | 0,0         | 0,0         | 0,0         | 0,0         | 0,0         | 0,3         | 2,5         | 11,6     | 2,4      | 0,0      | 0,3      | 14,3  |
| Precipitazioni (mm)             | 50,7        | 46,4        | 55,9        | 41,3        | 35,0        | 39,6        | 26,2        | 28,6        | 44,6        | 56,1        | 66,1        | 65,6        | 162,7    | 132,2    | 94,4     | 166,8    | 556,1 |
| Giorni di pioggia               | 7,5         | 7,1         | 7,7         | 6,8         | 5,2         | 4,6         | 2,7         | 3,4         | 5,5         | 6,4         | 7,2         | 8,4         | 23,0     | 19,7     | 10,7     | 19,1     | 72,5  |

Di seguito sono riportati i valori massimi e minimi assoluti registrati dalla stessa stazione dalla sua attivazione nel 1925 al 2020.
| Altamura (1925-2020)  | Mesi        | Mesi              | Mesi        | Mesi        | Mesi        | Mesi        | Mesi        | Mesi        | Mesi        | Mesi        | Mesi        | Mesi        | Stagioni | Stagioni | Stagioni | Stagioni | Anno |
| Altamura (1925-2020)  | Gen         | Feb               | Mar         | Apr         | Mag         | Giu         | Lug         | Ago         | Set         | Ott         | Nov         | Dic         | Inv      | Pri      | Est      | Aut      | Anno |
| --------------------- | ----------- | ----------------- | ----------- | ----------- | ----------- | ----------- | ----------- | ----------- | ----------- | ----------- | ----------- | ----------- | -------- | -------- | -------- | -------- | ---- |
| T. max. assoluta (°C) | 19,9 (2007) | 21,5 (2008, 2016) | 28,5 (1952) | 28,9 (2013) | 36,7 (1945) | 41,1 (1971) | 43,0 (1988) | 42,3 (1946) | 43,3 (1946) | 34,0 (1932) | 26,2 (2015) | 21,1 (2004) | 21,5     | 36,7     | 43,0     | 43,3     | 43,3 |
| T. min. assoluta (°C) | −8,7 (1968) | −7,0 (1932)       | −7,0 (1949) | −3,2 (2003) | 0,5 (1945)  | 7,3 (1962)  | 10,6 (1969) | 9,3 (1949)  | 6,0 (1931)  | 3,0 (1936)  | −2,8 (1973) | −7,0 (1941) | −8,7     | −7,0     | 7,3      | −2,8     | −8,7 |

- Classificazione climatica di Altamura[11]:
  - Zona climatica D;
  - Gradi giorno 1858.

## Storia

### Testimonianze archeologiche
L'area di Altamura è stata agli inizi abitata dai Peuceti, di cui sono stati ritrovati solo alcuni reperti archeologici di patrimonio locale o nazionale, a causa di una commercializzazione illegale di essi, e con conseguente perdita, testimoniata da autori e documenti del Settecento e dell'Ottocento.
Domenico Santoro, ad esempio, afferma che almeno fino al 1688 c'erano, sulla via Tarantina (via Carpentino), molte urne funerarie vicino a una fonte detta "Putida" (che conserva tale nome). Di queste urne non vi è più traccia, secondo quanto riportato dagli studiosi Tommaso Berloco ed Elena Silvana Saponaro. Ciò conferma l'esistenza di una sorta di mercato nero durante il XIX secolo, e che i reperti (vasi, monete o medaglioni) non erano sufficientemente tutelati. Anche Pietro Viti fornisce informazioni dettagliate su tali ritrovamenti. Cesare Orlandi (1770) parla di ritrovamenti archeologici sia nelle vicinanze sia all'interno del perimetro delle mura megalitiche di Altamura.

### Ipotesi

#### I toponimiPetilia,AltiliaeMurum
Non vi sono documenti storici che indichino con sicurezza il nome originario della città di Altamura prima dell'anno 1000. Nei secoli passati si sono tramandate informazioni fuorvianti che attribuivano ad Altamura gli antichi nomi di Petilia e Altilia. Tali ipotesi sono state difese da Domenico Santoro (1688) e dal sacerdote D. Vitangelo Frizzale (1755), mentre sono state in seguito del tutto rigettate da Ottavio Serena (1880) in quanto infondate, ergo esse non trovano ancora oggi conferma. La principale ragione dietro la confutazione risiede nell'assenza di fonti attendibili, quali ad esempio nomi su mappe oppure documenti commerciali relativi all'alto medioevo, che attestino uno dei suddetti toponimi per Altamura.
Nella tavola peutingeriana compare solo il toponimo Sublupatia, che presuppone l'esistenza di una città chiamata Lupatia.
I toponimi Sublupatia o Lupatia potrebbero essere validamente attribuiti anche alla città di Altamura. Alcuni studiosi hanno desunto che potesse esserci stata anche una Lupatia, essendo riportata la Sublupatia, sebbene il toponimo Lupatia non sia riportato. Secondo altri studiosi il toponimo Sublupatia (o Lupatia) si riferirebbe invece alla limitrofa città di Santeramo in Colle oppure all'antico insediamento di Jesce, che verosimilmente era vicino al tracciato della via Appia.
L'itinerario antonino riporta, invece, a SE di Silvium, oltre a Sublupatia, anche la stazione di Blera, un luogo "di incerta identificazione".
Sebbene il toponimo Lupatia non sia riportato nei due itinerari sopracitati, il toponimo è citato dall'Anonimo ravennate (età bizantina) e dal cosmografo Guidone nella sua opera Geographica (pieno medioevo).

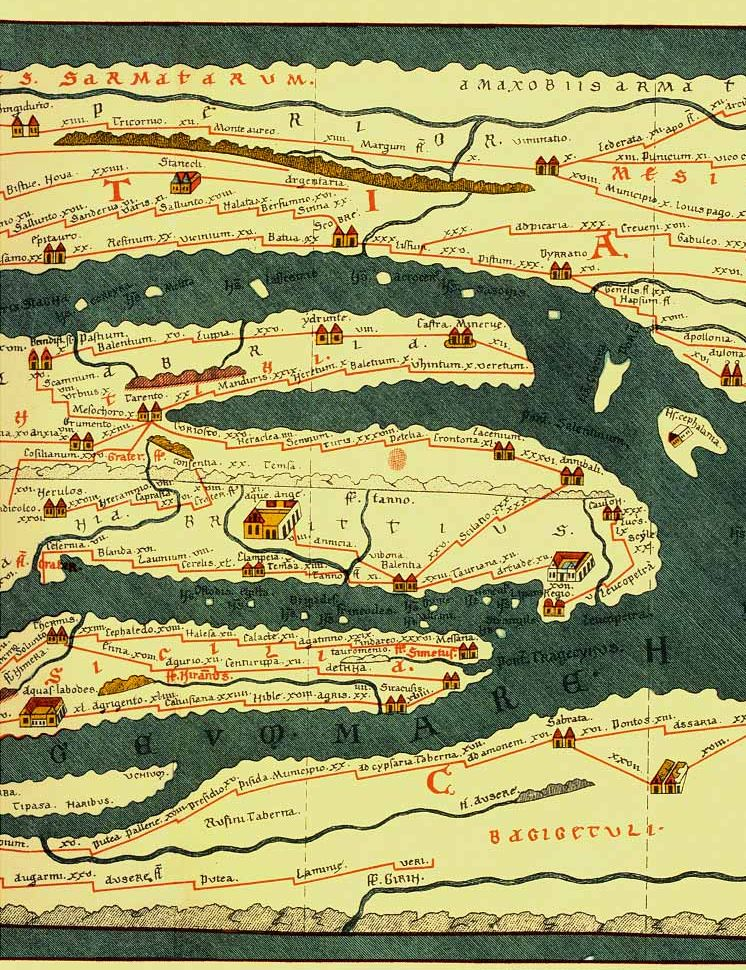
Tavola peutingeriana. L'immagine mostra i Balcani, l'ex-Jugoslavia, l'Adriatico con l'isola di Cefalonia, la Puglia, la Calabria, la Sicilia e la costa libica di fronte.

Nel corso del Novecento, lo studioso Giuseppe Lugli rintracciò, utilizzando la tecnica allora innovativa della fotogrammetria, quello che probabilmente era il percorso della via Appia da Gravina in Puglia fino a Taranto. In precedenza era infatti noto e studiato solo il percorso che si svolgeva sugli attuali Lazio e Campania. Lugli, analizzando le fotogrammetrie della zona, notò il tragitto di un tratturo chiamato la "Tarantina", il cui percorso portava i segni di una precedente centuriazione e che, secondo Lugli, era ciò che restava della via Appia (considerato che i percorsi delle antiche arterie romane continuarono a essere usati nel corso del Medioevo). A conferma di ciò, vi è anche la presenza di ingenti ritrovamenti archeologici in quella zona (tra i quali l'antico insediamento di Jesce).
Analizzando le distanze riportate nell'Itinerario antonino, Lugli ha anche assegnato i toponimi Blera e Sublupatia rispettivamente a Murgia Catena e a Taverna (tra masseria S. Filippo e masseria S. Pietro). Cionondimeno, il toponimo Murgia Catena definiva un'area molto vasta, tale da non consentire una definizione univoca della stazione della via Appia. Luciano Piepoli, in seguito, sempre basandosi sulle distanze fornite nell'Itinerario antonino e su recenti rinvenimenti archeologici, ha proposto di assegnare al toponimo Silvium la zona "Santo Staso", prossima a Gravina in Puglia, a Blera l'area di Masseria Castello e a Sublupatia l'area di masseria Caione.

##### Petilia
Domenico Santoro (1688) documentò, nella sua opera, l'attribuzione del toponimo Petilia ad Altamura sulla base di alcune testimonianze di autori latini e di traduttori del suo periodo, che tuttavia non lasciavano identificare correttamente la posizione dell'abitato. Vi è anche una citazione dello storico Strabone, il quale la definì "posta a capo dei Lucani".. Lo storico greco, nella sua opera Geografia, confonde spesso la Petilia lucana con la Petelia situata nell'odierna Calabria (forse l'odierna Petilia di Policastro, anche detta Belcastro, oppure Strongoli). Secondo gli studiosi moderni, la Petilia lucana (quella tra le due che si credeva essere Altamura) andrebbe più propriamente identificata con i ritrovamenti archeologici rinvenuti sul Monte della Stella.
Ottavio Serena, nella sua Storia di Altamura (rimasta incompiuta), rigetta il toponimo Petilia, e rintraccia in Raffaele Maffei il primo autore di una certa autorevolezza che ipotizzò che Petilia potesse essere stato l'antico nome di Altamura, non essendoci fonti precedenti che attestino il toponimo. L'ipotesi sul toponimo Petilia sarebbe stata poi ripresa come verità da altri scrittori per via dell'autorevolezza di cui Maffei godeva ai suoi tempi.
Nelle traduzioni latine del Quattrocento e Cinquecento veniva spesso fatto riferimento ad Altamura nelle note quando si parlava di Petilia. Nella traduzione della Geografia di Claudio Tolomeo di quel periodo (tradotto da Girolamo Ruscelli), il termine Petilia era tradotto in Italiano con "Petilia, oggi Altamura", nonostante le coordinate fornite da Tolomeo puntassero inequivocabilmente verso la Calabria (riferendosi quindi a Petelia e da identificarsi forse con Petilia di Policastro oppure Strongoli), come anche Vitangelo Frizzale (1755) fece notare.
Leandro Alberti fu il primo a confutare l'ipotesi che Petilia fosse Altamura nella sua Decrittione [sic] di tutta Italia (1550).

##### Altilia
La ricerca di origini mitologiche per una città era molto comune nell'antichità e nell'alto medioevo e da questo sarebbero scaturite le leggende sui mirmidoni e sulla sua regina Altea, fondatrice della città, chiamata Altilia. Secondo un'antica leggenda, il primo nucleo abitativo fu fondato col nome di Altilia o Alter Troia. Tale leggenda ha avuto una vasta fama nelle epoche successive (ad esempio, l'appellativo "Altiliensis" era usato per altamurani illustri, come ad esempio Massimo Santoro Tubito) e la si ritrova in iscrizioni e testi latini.
L'iscrizione sul portale della chiesa di San Lorenzo sembrava essere la più antica prova della validità storica della leggenda, dal momento che conteneva esplicito riferimento ai mirmidoni, la cui regina era Altea. Domenico Santoro (1688) fu il primo autore che addusse l'iscrizione sul portale a sostegno della validità del nome Altilia, affermando che la chiesa e l'iscrizione risalivano a prima dell'anno Mille e pertanto anche la leggenda doveva essere antica. Ottavio Serena confutò le osservazioni di Domenico Santoro e postdatò di molti secoli la costruzione della chiesa e l'iscrizione.

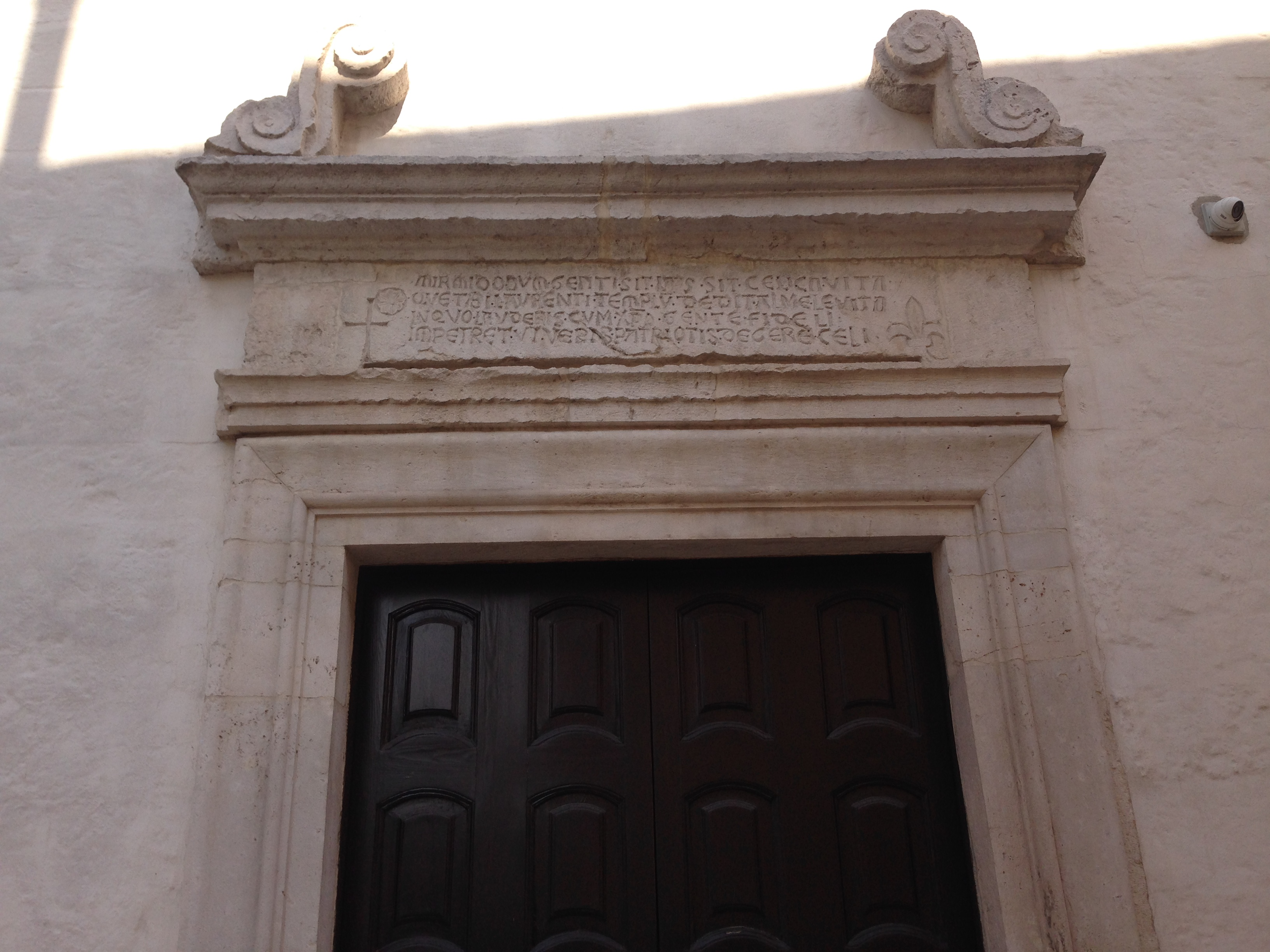
Iscrizione sul portale della chiesa di San Lorenzo (si notino il giglio angioino e la rosetta degli Orsini Del Balzo, principi di Altamura dal 1392 al 1486)

Il toponimo Altilia compare per la prima volta in un atto del 1299 ove vi è la testimonianza di un ottantenne di nome "Sire Mundea di Gravina", il quale afferma di aver sentito dai suoi avi che la città si chiamava anticamente Altilia quando era occupata dai Saraceni.
A tal proposito, Ottavio Serena riconduce la nascita della leggenda e del toponimo Altilia all'opera di qualche erudito "de' mezzi tempi" (Alto Medioevo), il quale, forse sulla base dei reperti archeologici ritrovati nell'area, avrebbe fatto risalire la città ai leggendari mirmidoni e alla sua leggendaria regina Altea e la chiamò Altilia forse rifacendosi al toponimo Altamura. A conferma di ciò, il diploma del 1243 della fondazione di Altamura afferma che quella terra si sarebbe chiamata "ab antico" Altamura, ossia già si chiamava Altamura da parecchio tempo. Purtuttavia Ottavio Serena sembra riconoscere una certa validità al toponimo Altilia, riconoscendo che non ci sarebbe contraddizione tra l'informazione di Sire Mundea e il diploma del 1243, la prima facendo riferimento a un tempo più antico della seconda.
Lo storico locale Tommaso Berloco (1985) accetta pienamente la confutazione fatta da Ottavio Serena per il toponimo Petilia, ma sembra anche mostrare delle riserve per quanto riguarda il toponimo Altilia. Tommaso Berloco elogia il lavoro critico di Ottavio Serena, frutto della nuova mentalità positivista e scientifica dell'Ottocento, ma sulla questione del toponimo Altilia Tommaso Berloco sembra rimproverare a Ottavio Serena un "eccesso di positivismo" dato che il toponimo Altilia avrebbe delle basi un po' più solide e potrebbe essersi tramandato oralmente attraverso i secoli, sebbene le narrazioni di Altea e dei Mirmidoni siano puramente leggendarie e da rigettare.
A tal proposito, il cronista di corte Pseudo Jamsilla (1258-1266) nel narrare le gesta di Federico II di Svevia cita le città da lui fondate e, tra queste, cita una certa Alitea, posta dall'autore in Calabria. Non avendo l'autore citato Altamura ed essendo Altamura stata fondata da Federico II di Svevia, è stato ipotizzato che Alitea potrebbe riferirsi alla città di Altamura, oppure potrebbe trattarsi di un'altra città calabrese, come ad esempio Altilia. La città fu feudo del Principe di Taranto e successivamente di Pirro Del Balzo. Si devono ai due munifici principi i lavori di restauro e ristrutturazione della Cattedrale a seguito del terremoto del 1456. Ristrutturazione che portò all'ampliamento e probabilmente al cambio di orientamento. Lavori che durarono fino alla fine della seconda metà del Quattrocento.

##### Murum
Da alcuni documenti notarili della città di Gravina dell'inizio del XIII secolo, si evince l'esistenza, nella zona interessata dall'attuale Altamura, di un piccolo centro chiamato Murum. Detto toponimo si riferiva alla cinta muraria della città (mura megalitiche), i cui ruderi sono oggi visibili e integrati nei vari edifici.

### Federico II e i feudatari altamurani (1232-1799)
L'imperatore Federico II nella visita del 1232 vide i ruderi di una città antica e decise di rifondarla costruendovi anche una basilica dedicata a Santa Maria Assunta, la cui facciata originaria si rivolgeva verso Gravina. La rifondazione di città dell'antichità abbandonate è un motivo ricorrente nelle città di nuova fondazione di Federico II di Svevia.
La città fu ripopolata con gente che fu costretta a trasferirsi da altre regioni, e lo stesso Sire Mundea de Gravina racconta di aver visto piangere molti di coloro che vi si trasferirono. Inoltre, nei primi anni, la città era costantemente presidiata da ufficiali e uomini d'armi del re per assicurarsi che i nuovi abitatori vi restassero e soprattutto per proteggerli dalle incursioni frequenti dei vicini, che avendo perso la loro terra intendevano riprendersela.
Federico II chiamò, per abitare la città, gente anche dai paesi vicini, compresi greci ed ebrei delle zone del suo regno, concedendo franchigie e privilegi speciali ovvero la facoltà di coltivare la terra e ricostruire le case senza pagare le tasse, dividendo di fatto la città in quattro quadranti: greco, saraceno a est e latino e ebraico a ovest.  Assegnò alla nuova città territorio separato e disgiunto dalle diocesi confinanti, con privilegio spedito in Melfi nel settembre 1232. Conferì il titolo di arciprete a Riccardo da Brindisi in quanto la basilica era chiesa palatina con i relativi privilegi (e tale rimase fino al 1929). In seguito fu emanata anche una bolla del papa Innocenzo IV ad Avignone nel 1248. Ferdinando Ughelli nel Seicento dubitava su questa fondazione, attribuendola piuttosto al vescovo di Gravina tra il 1300 e il 1301. In realtà tra i vescovi di Gravina e gli arcipreti di Altamura ci sono sempre state profonde controversie, poiché i primi volevano esercitare giurisdizione su Altamura, che invece è stata esentata da Federico II. Infatti Clemente V nella bolla del 1307 confermò l'unione che già il re Carlo II aveva operato, dell'arcipretura di Altamura con la tesoreria della Basilica di San Nicola di Bari. La chiesa fu successivamente distrutta da un incendio e la successiva ricostruzione ne modificò la posizione della facciata, che fu rivolta verso est.
Il re Carlo I d'Angiò nel 1271 concedette Altamura a Ludovico de Bellojoco, e poi al giurista Sparano da Bari. Fu feudo di Errico de Poheriis o de Poherio e poi del conte di Minervino Giacomo Arcuzio di Capri alla fine del Trecento. Nel 1463, lo stemma comunale fu sormontato dalla corona, per volere del re Ferrante d'Aragona; la città successivamente divenne feudo di varie famiglie nobiliari, a partire dagli Orsini Del Balzo e dei Farnese (1538-1734), committenti di numerosi palazzi e chiese. Gli Orsini del Balzo la ottennero nel 1482. Fu concessa a Pirro del Balzo duca di Venosa dal re Ferrante il 16 ottobre 1482, divenendo primo Principe di Altamura. Con ogni probabilità Pirro fu presente a Melfi, nella primavera del 1485, al matrimonio di Troiano Caracciolo con Ippolita Sanseverino, a quello che fu il primo atto della congiura dei baroni contro il re. Nell'autunno anziché recarsi in Abruzzo a fronteggiare Giovanni della Rovere, che aveva invaso le terre del Regno, rimase in Puglia, dove si impadronì di Spinazzola, Genzano, Barletta; ma Ferrandino d'Aragona riuscì a recuperare le terre perdute ed anche Acerra ai danni di Pirro. Nei primi di settembre del 1486 Pirro si sottometteva formalmente al re, ma subito dopo fu tra i baroni che giurarono di continuare la lotta contro il sovrano. Alfonso II d'Aragona allora conquistò Venosa e Pirro prese la dura decisione di sottomettersi a Ferrante (18 dicembre 1486). Ma i baroni continuavano a tramare contro il sovrano. Pirro si sentiva forte del legame con la corte (la figlia Isabella aveva appena sposato Federico d'Aragona, fratello del re) e si accordò con Roberto Sanseverino, principe di Salerno, per un complotto decisivo che avrebbe preso le mosse da Roma. Ma la mancanza di determinazione gli impedì di partire: Pirro fu arrestato insieme con numerosi altri baroni il 4 luglio 1487 e rinchiuso nel Castelnuovo di Napoli, da dove non uscì più. Tutte le sue proprietà furono confiscate e finirono nelle mani del genero Federico d'Aragona, che si proclamò Principe di Altamura. Essendo Isabella (1468-1533), figlia di Pirro, divenuta moglie del re di Napoli Federico, alla morte del padre nel 1491 divenne 3ª principessa di Altamura, dopo che lo era già stata la sorella Isotta Ginevra (1460-1530) prima di lei. Nel 1506 Ferdinando il Cattolico, subentrato re di Napoli durante le Guerre d'Italia, la donò a Onorato Gaetano.
Nel 1531, dopo la conquista spagnola della Puglia, i cittadini ne riscattarono l'autonomia amministrativa, pagando alla Corona di Spagna la somma di 20.000 ducati.. Nel 1538, ridotta sul lastrico per i debiti, la Città si vendette a Ottavio Farnese, duca di Camerino, genero di Carlo V. Fu poi dote di matrimonio di Margherita d'Austria, e in questo periodo si registrò una notevole espansione al di fuori delle mura cittadine.
Nel 1601 monsignor Giustiniani, vescovo di Gravina, che pretendeva l'annessione di Altamura alla sua diocesi, lanciò l'interdetto contro la città e addirittura la scomunica nel 1605 con l'appoggio di Papa Paolo V. Tale situazione perdurò addirittura fino al 1622, quando il nuovo Papa Gregorio XV tolse la scomunica, perché gli abitanti difesero la loro autonomia ecclesiastica stabilita fin dalla fondazione dell'Imperatore Federico II.
Nel 1647 l'insurrezione di Masaniello a Napoli coinvolse molte altre città del regno in un moto contro la feudalità; tra queste Altamura, che si era opposta con decisione ai tentativi di riconquista da parte di Giangirolamo II Acquaviva d'Aragona, il potente conte di Conversano. In quell'occasione, Altamura aderì alla Repubblica Napoletana e per un breve periodo si autogovernò. Nel 1748 Carlo VII di Napoli vi fondò una università: un difficile percorso di affermazione, tra le prime in assoluto in tutta l'Italia Meridionale.
Alla fine del XVIII secolo, e per quasi tutti gli anni novanta, l'antica nobiltà di Altamura era ancora molto potente, sia come censo che per la notevole influenza che aveva alla corte di Napoli; illuminante è l'episodio dell'aprile del 1797. I rappresentanti dei nobili altamurani, con le loro sollecitazioni riuscirono a modificare il programma del Re, allora in visita a Gravina, quasi costringendolo ad una imprevista permanenza a Altamura. La città fu per l'occasione non solo riccamente addobbata, ma sistemata anche nell'accesso e rifacendo larghi tratti di strada.

### Dalla Rivoluzione altamurana al Regno d'Italia (1799-1861)
Ma i tempi mutano rapidamente; nel 1799, solo 10 anni dopo l'accendersi della Rivoluzione francese, venne piantato l'Albero della libertà e proclamata la repubblica.
Altamura accolse con entusiasmo le nuove idee giacobine, con sporadiche manifestazioni di diseredati; l'antica nobiltà fu facilmente isolata e in parte incarcerata, tuttavia anche se assai scarsi nel numero i rappresentanti della vecchia classe dirigente conservavano la loro potenza economica e politica. La città divenne il secondo cantone del dipartimento del Bradano, amministrato dai commissari governativi Don Nicola Palomba e Felice Mastrangelo. Il sogno di libertà durò perciò molto poco: giunsero le truppe della Santafede, guidate dal cardinale Fabrizio Ruffo, alla riconquista della città. Il 10 maggio dello stesso anno, l'esercito filoborbonico entrò in città, saccheggiandola e ristabilendo al potere la nobiltà.
I corpi dei malcapitati furono gettati nei sepolcreti della chiesa, tra i gemiti dei moribondi e le grida dei feriti, tanto che, alcuni di loro furono salvati il giorno seguente dall'arrivo dei vincitori.
Da allora Altamura ebbe il nome "Leonessa di Puglia" per il coraggio dimostrato durante la ribellione contro i Borboni.

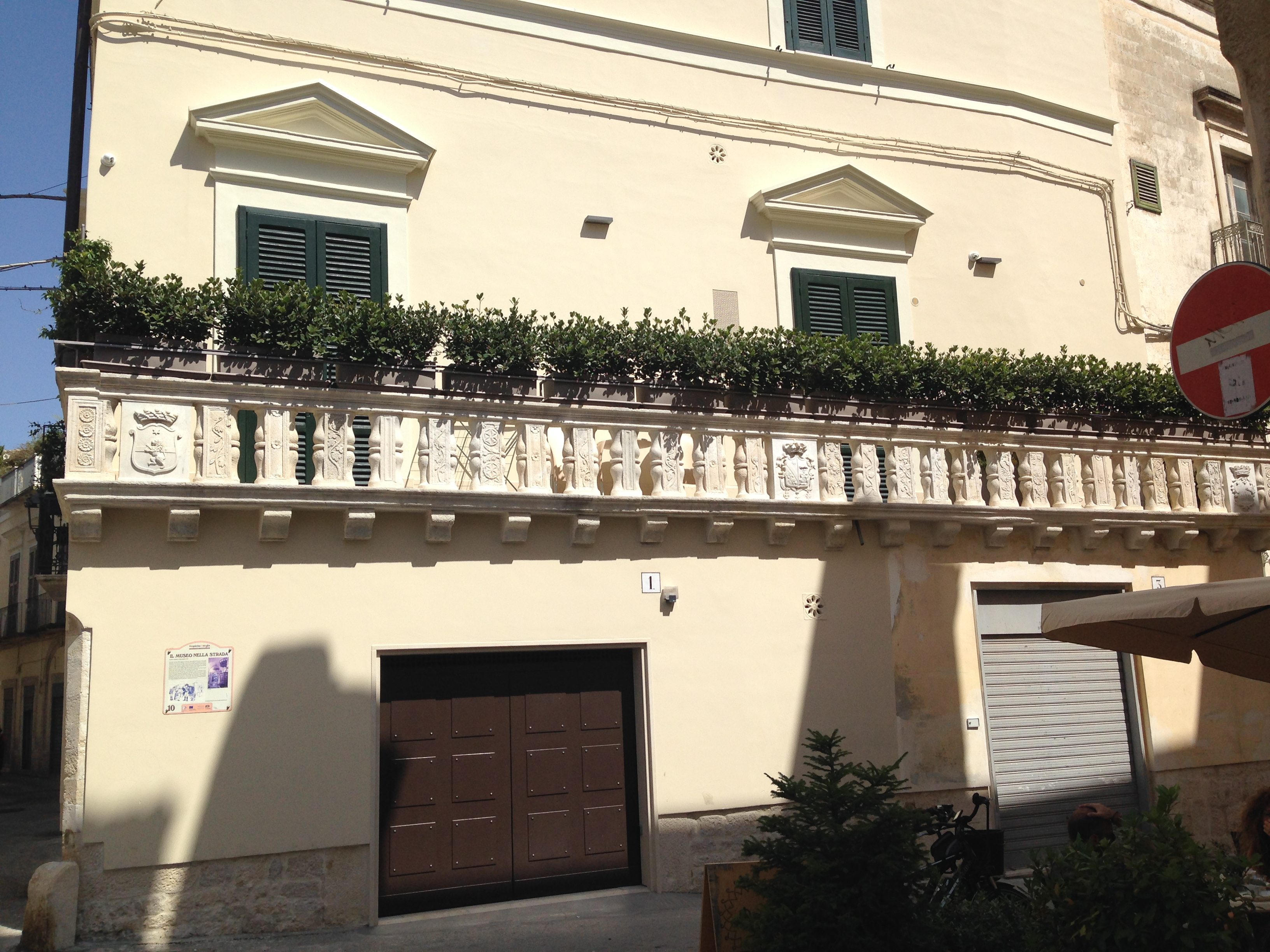
Il Palazzo in cui era ospitata la Corte d'Appello di Altamura (1808-1817) (sull'omonima via Corte d'appello)

Palazzo Viti ospitò, dal 1808 al 1817, la Corte d'Appello di Altamura, che serviva i territori di Terra di Bari, Basilicata e Terra d'Otranto.
Nel 1848 scoppiarono rivolte sotto la guida di Domenico Tranaso, notaio a favore dell'Unità d'Italia. La Guardia Nazionale fu espulsa dalla città e le truppe della vicina Bari furono schierate per riprendere il controllo di Altamura. Tranaso fu arrestato e le rivolte furono represse.
La coscia di Pipino
La coscia di pipino, esposta a Porta Matera e ancora visibile attraverso un rilievo in pietra, è simbolo di ribellione dei cittadini Altamurani  verso pipino (probabile esattore di tasse) il quale accusato di derubare gli altamurani venne considerato colpevole (dai cittadini, che guidati da Donato Salvaggiulo marito di Lorena Loporcaro, riuscirono a catturarlo)  e ucciso pubblicamente attraverso quattro cavalli che, legati agli arti e fatti partire, squartarono pipino. La tradizione vuole che una delle sue cosce sia stata appesa all’entrata della città (porta Matera) come simbolo di ribellione. La storia è narrata più accuratamente da una epigrafe situata nei pressi di porta Matera al disotto della coscia di pipino 

### Stemma

Stemma di Altamura

Lo stemma è stato concesso con bolla papale di Bonifacio VIII nel 1485. Esso è blasonato:

## Monumenti e luoghi d'interesse

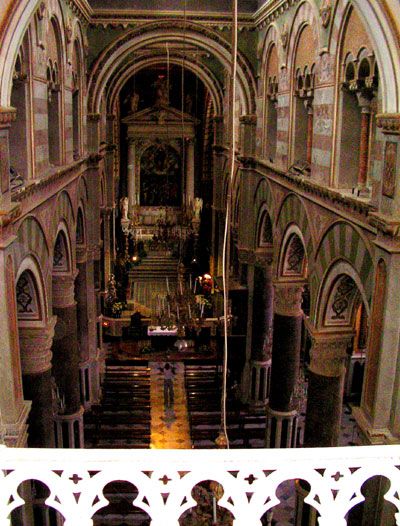
Interno della cattedrale

### Architetture religiose
- Cattedrale di Santa Maria Assunta: un esempio di romanico pugliese, risale al 1232, quando l'imperatore Federico II di Svevia fece realizzare la chiesa dedicandola a Maria Assunta e la pose sotto il patronato suo e dei suoi discendenti. Essa rimase (con la relativa prelatura territoriale) quindi chiesa palatina fino al 1929 ed esente dalle giurisdizioni vescovili fino all'unione con la diocesi di Gravina nella nuova diocesi di Altamura-Gravina-Acquaviva delle Fonti nel 1986.  L'orientamento della cattedrale è invertito rispetto all'originario (abside ad est e facciata ad ovest, in origine, poi orientamento invertito con facciata rivolta ad est). All'epoca del sovrano angioino risale la realizzazione del portale settentrionale che oggi si apre in piazza duomo, mentre la realizzazione di una seconda torre campanaria, l'area dell'altare e dell'attuale sagrestia furono aggiunte nella prima metà del Cinquecento. Opere settecentesche sono invece la loggetta tra i due campanili con le statue della Vergine tra i SS. Pietro e Paolo, le terminazioni delle torri campanarie e il rivestimento interno in marmo. In evidenza i due leoni porta-colonnine ritoccati da un artista di Andria, Maestro Antonio.

- Chiesa della Madonna dei Martiri
- Chiesa del Sacro Cuore di Gesù
- Chiesa di San Biagio
- Chiesa di San Domenico
- Chiesa di San Francesco da Paola
- Chiesa di San Giacomo
- Chiesa di San Giovanni Bosco
- Chiesa di San Leonardo
- Chiesa di San Lorenzo
- Chiesa di San Michele Arcangelo
- Chiesa di San Michele al Corso
- Chiesa di San Nicola
- Chiesa di San Sabino in Fornello

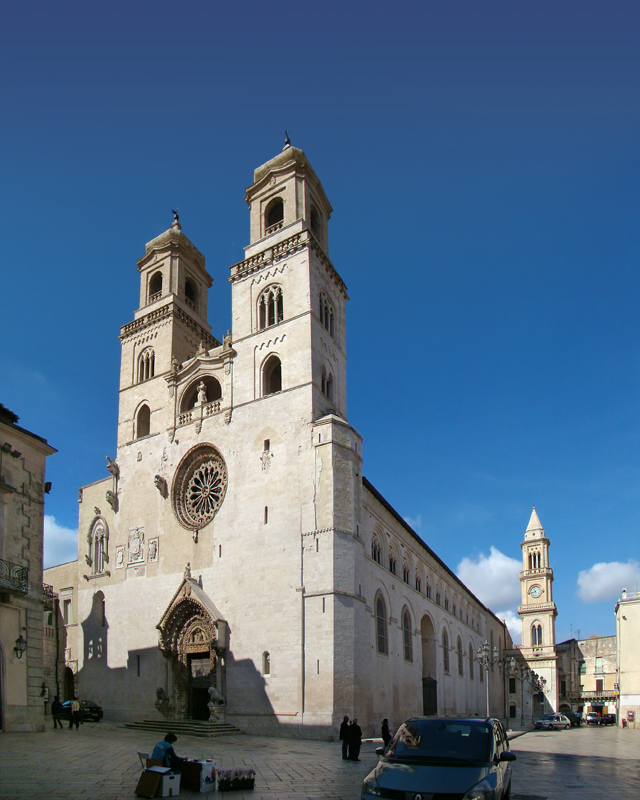
Piazza Duomo della Cattedrale

- Chiesa di San Salvatore e Liberatore
- Chiesa di San Sepolcro
- Chiesa di Sant'Agostino
- Chiesa di Santa Chiara (Monastero delle clarisse)
- Chiesa di Santa Lucia
- Chiesa di Santa Maria della Consolazione
- Chiesa di Santa Maria Maggiore
- Chiesa di Sant'Anna
- Chiesa di Sant'Antonio
- Chiesa di Santa Teresa
- Chiesa di Santa Maria del Carmelo
- Chiesa della Santissima Annunziata dei Pastori
- Chiesa della Santissima Trinità
- Chiesa del Santissimo Redentore
- Chiesa del Santissimo Rosario di Pompei
- Chiesa della Ss.Trasfigurazione
- Chiesa di Santa Maria Madre della Chiesa (Carmine nuovo)
- Santuario di Maria Santissima del Buoncammino

#### Chiese in disuso o non più esistenti
- Chiesa del Corpus Christi
- Chiesa di San Francesco (non più esistente)
- Chiesa rupestre di San Michele (via Madonna Della Croce)
- Chiesa di San Pietro
- Chiesa di Santa Maria della Mena (non più esistente)
- Chiesa di Santa Maria della Vittoria
- Chiesa sotterranea di Sant'Angelo della Zezula (di fronte al campanile dell'orologio della Cattedrale)
- Chiesa di Santa Croce
- Chiesa di San Marco (non più esistente)

### Architetture civili
- Porta Bari e Palazzo De Angelis-Viti, palazzo cinquecentesco dimora anche degli Orsini Del Balzo. Più volte rimaneggiato, si eleva su tre piani, Ha un portale sontuoso ed austero e sul loggiato si apre Porta Bari.
- Palazzi Baldassarre, Martini, de Gemmis Cagnazzi, Filo, Sabini, Melodia, appartenuti a nobili famiglie di Altamura.
- Claustri, tipiche piazzette o larghi che si aprono sulle vie principali del centro storico altamurano. La denominazione locale è gnostre e sono unici nell'architettura popolare. Se ne contano circa 80 e rappresentano l'aggregarsi spontaneo di gruppi familiari o etnici (Latini, Mori, Giudei). La loro conformazione assolveva, oltre che ad una funzione sociale anche ad una difensiva: il claustro, con l'unica entrata, costituiva una trappola per i nemici che, se si fossero avventurati fin lì sarebbero rimasti imprigionati e subissati da lanci di pietre, acqua o altro. Esistono due tipi di claustri: quello di stile greco con il largo tondeggiante e al centro un pozzo o un albero; quello di stile arabo stretto e lungo con una piccola strada chiusa e in fondo un pozzo per le acque piovane. Fra i più pittoreschi e caratteristici ci sono i claustri Giudecca, Inferno, Tradimento. Molti claustri sono stati abbandonati e quindi oggi sono disabitati e mal ridotti.

### Architetture militari
- Mura megalitiche di Altamura. Erano lunghe 4 km, alte e larghe 6 m; e racchiusero nella loro ampia e duplice cerchia (un'altra più piccola è intorno all'acropoli) la parte più alta e più sacra della città. Erette tra il VI e il III secolo a.C. sono visibili per alcuni tratti.
- Masserie fortificate di Altamura
- Campi di detenzione delle due guerre mondiali. Il campo della prima guerra mondiale era situato nei pressi de "Il Casale" Falagario Stacca, sito in via Santeramo, e ospitava circa 1000 prigionieri austro-ungarici[53][54][55]. I prigionieri venivano utilizzati per lo spietramento. Le condizioni di lavoro erano dure e il cibo scarseggiava (come per qualsiasi contadino pugliese), sebbene i detenuti venissero trattati con grande umanità[56]. La morte fu dovuta al diffondersi, all'interno del campo, della spagnola[56] e del tifo[53]. Campo 65, il campo di detenzione usato durante la seconda guerra mondiale, è ampiamente testimoniato dai documenti presenti nell'USSME (Ufficio Storico dello Stato Maggiore dell'Esercito)[57] e si trovava nei pressi di Villa Serena su via Gravina. Fu attivo dal 1942 al 1943. Dagli stessi documenti sopra citati si apprende che ospitava internati inglesi, indiani, australiani, americani, neozelandesi, mediorientali e altri. Nel libro Auschwitz. Ero il numero 220543, dell'inglese Denis Avey, l'autore racconta di essere stato imprigionato nel campo di concentramento di Altamura e di essere addirittura riuscito a evadere per essere poi ricatturato (pagina 124 del libro)[58]. L'autore racconta, inoltre, di essere stato trattato con molta umanità e che i prigionieri erano lasciati liberi di fare ciò che volevano in totale abbandono, sorvegliati a distanza dai carabinieri. Ciò di cui i prigionieri soffrivano era la fame, a causa dell'estrema povertà del territorio, come descritto nel libro. L'autore è stato compartecipe del conflitto, e riporta i fatti del libro come fatti storici, sebbene ci sia da aspettarsi che non tutto sia attendibile e che qualche notizia sia stata inventata o "colorita" per esigenze letterarie[59]. Ciononostante, le notizie fornite sul campo di Altamura sono assai verosimili.[senza fonte]

### Siti archeologici
- Cava dei dinosauri. In una cava abbandonata di località Pontrelli sono state rinvenute nel 1999, su un'area di dodicimila metri quadrati, circa ventimila orme di dinosauri, riferibili a circa 200 esemplari di 5 specie diverse[60].
- Grotta di Lamalunga dove nel 1993 furono ritrovati i resti dell'Uomo di Altamura, lo scheletro quasi integro di Homo neanderthalensis risalente al Paleolitico.[61][62].
- Pulo di Altamura. Si trova nella Murgia Nord, nei pressi della Grotta di Lamalunga e si presenta come la più grande dolina carsica locale, larga circa 550 metri e profonda 95 metri. Ha pareti scoscese ma erbose, con uno stretto sentiero che scende fino sul fondo dove è presente un tappeto di terra fertile e coltivata. Alla base del Pulo si apre un inghiottitoio (punto della superficie carsica dove l'acqua penetra nel sottosuolo). Le doline per via della loro conformazione permettono la presenza di alcune particolari condizioni (protezione dai venti, basse temperature sul fondo, terreni ricchi di minerali) permettono un habitat che ospita flora e fauna inusuale per la zona (ad esempio il corvo reale). Su una parete rocciosa vi sono alcune caverne. Inoltre i manufatti litici ritrovati testimoniano che le caverne che si aprono nella parete furono abitate nel paleolitico. Risulta importante l'osservazione dei fronti della dolina. In molte zone, le testate degli strati rocciosi che sporgono dalle pareti sembrano convergere a formare una blanda sinclinale, a conferma dell'origine da crollo della dolina affermata da Colamonico nel 1919. È molto probabile che il solco erosivo di nord-est più di due milioni di anni fa fosse in sotterraneo e che in corrispondenza del Pulo avesse il suo recapito finale in un inghiottitoio allargatosi via via in tal misura da annullare l'effetto arco delle rocce sovrastanti e collassare. La parete settentrionale del Pulo presenta più livelli di grotte e cunicoli, che possono definirsi cavità di interstrato.

### Aree naturali
- Grotte di Altamura. Essendo l'intero territorio murgiano soggetto a fenomeni di natura carsica si trovano, anche nei pressi di Altamura, numerose grotte ricche di stalattiti e stalagmiti tra cui la così denominata "grotta del lesco" lungo la Statale 96 a 3,5 km e la grotta di Sant'Angelo su via Cassano nuova a circa 4,5 km dalla S.S. 96, oltre a innumerevoli anfratti e inghiottitoi carsici, localmente denominati anche "grave" o "gurghi". Ma l'altopiano murgiano non è costituito unicamente dal basamento calcareo del Cretacico, ma al di sopra di questa bancata di calcare compatto, benché fortemente carsificato, insistono a tratti vasti lembi (superstiti) di calcarenite di origine più recente, che viene proprio definita col nome di "calcarenite di Gravina", esattamente quella che ha costituito per secoli il materiale di cava privilegiato per le abitazioni di tutto il territorio pugliese, impropriamente denominato come "tufi". La maggiore lavorabilità di questo materiale rispetto al calcare compatto ha determinato la diffusione delle attività di cava un po' ovunque, dove ce n'era tanto in abbondanza da poterlo sfruttare a sufficienza. In tal modo ha cominciato a svilupparsi una vera e propria cultura rupestre, che trova la massima espressione nella non troppo distante (meno di 20 km in linea d'aria) gravina di Matera. Tutto ciò ha fatto sì che il territorio risulta oltremodo ricco di villaggi ipogei, spesso sviluppatisi attorno ad un culto di natura religiosa presso chiese scavate nella calcarenite, spesso religiosamente affrescate, attorno alle quali si svilupparono vere e proprie piccole comunità rupestri. Ciò anche grazie alla presenza di monaci eremiti o di piccolissimi cenobi di monaci "basiliani" che, soprattutto nell'alto Medioevo, riuscivano ad aggregare attorno all'esigenza di spiritualità e di richiesta di aiuto soprannaturale numerosi nuclei di popolazione sparsa nel territorio, allora molto più ricoperto di foreste boscate a macchia mediterranea, e più facilmente esposta alle incursioni vandaliche e soprattutto, tra l'800 e il 900 circa, dei saraceni che risalivano dal metapontino lungo il Basento e la direttrice della "Fossa Bradanica". Nascono così i villaggi rupestri delle località "Fornello", "Pisciulo" (nei pressi della "Masseria Jesce"), "S. Giovanni", e tanti altri nuclei minori o ormai inglobati all'interno del tessuto urbano. Nel Pulo visse Guglielmo da Vercelli, ricordato da Domenico Santoro, nella sua Descrizione della città di Altamura del 1688. Secondo il Santoro san Guglielmo visse per un certo periodo come eremita all'interno di una caverna nel lato settentrionale del Pulo di Altamura, ma sono ignote le sue fonti[63]. La presenza del santo nella città viene documentata anche da Tommaso Costo.

## Società

### Evoluzione demografica
Prima del 1800, la popolazione della città di Altamura è cresciuta secondo il seguente andamento:
| Anno | Popolazione (abitanti)                                                 |
| 1415 | 3 605                                                                  |
| 1532 | 7 505                                                                  |
| 1545 | 9 385                                                                  |
| 1561 | 10 605                                                                 |
| 1595 | 13 445                                                                 |
| 1627 | 13 445                                                                 |
| 1648 | 13 445                                                                 |
| 1669 | 13 155                                                                 |
| 1751 | 10 845                                                                 |
| 1789 | 18 000 secondo l'Alfano, 24 000 secondo il Giustiniani                 |
| 1791 | 16 405 secondo l'economista e consigliere reale Giuseppe Maria Galanti |

Abitanti censiti

### Etnie e minoranze straniere
Al 31 dicembre 2023 erano 3 627, pari al 5,23% della popolazione.

### Lingue e dialetti
Ad Altamura si parla uno dei dialetti pugliesi centrali. Tratti distintivi del dialetto sono:
- a > éi (es. informato > mburméite; mangiato > mangéite; tuonato > ndrunéite)
- o > ué (es. buono > buéne; duro > téste [riduzione di tuéste a téste])
- gr > r (es. grano > réine; grande > rànne)
- uso di hé (es. devo andare a suonare > hé gì a suné)
- uso del dittongo arcaico au (es. dove > addaue, carbone > carvaune, pastore > pastàure, cane di grossa taglia > cuanagghiàune)
- inversione di nghe in gn (es. finghe per figne > sino a, vénghe per végne > vengo, sànghe per sàgne > sangue)

Ha ricevuto molte influenze dal vicino dialetto di Matera e dalla vicina Gravina in Puglia e più in generale dalla fascia del dialetto barese.
Un poemetto del Seicento in questo dialetto, con elementi dell'italiano arcaico, è il Capitolo di S. Iacopo.

## Cultura

### Biblioteche
- Archivio Biblioteca Museo Civico (A.B.M.C.) - Il nucleo originario di questa raccolta di libri proviene dalla biblioteca comunale nella quale erano confluite, a loro volta, le dotazioni del Regio Liceo Ginnasio e del Monte a Moltiplico, istituzione cittadina che nel Settecento aveva sostenuto la Regia Università degli Studi di Altamura e nel secolo successivo, le scuole superiori. Il patrimonio iniziale, nell'arco dei 50 anni di vita dell'Ente si è più che raddoppiato raggiungendo gli 80.000 volumi grazie ad acquisti e donazioni.
- Biblioteca del Capitolo della cattedrale palatina di Altamura
- Biblioteca del Centro regionale servizi educativi e culturali
- Biblioteca del monastero di Santa Chiara
- Biblioteca del Museo nazionale archeologico di Altamura

### Scuole
- Scuole secondarie di I grado: 5 scuole (Eugenio Pacelli, Saverio Mercadante, Padre Pio, Ottavio Serena, Tommaso Fiore)
- Scuole secondarie di II grado: 14 scuole (3 licei, 8 istituti tecnici, 3 istituti professionali)

### Musei
- Archivio Biblioteca Museo Civico (A.B.M.C.) - Museo e biblioteca
- Museo nazionale archeologico di Altamura - Collegato con il Centro visite Lamalunga e Palazzo Baldassarre a formare la rete museale ‘Uomo di Altamura’, incentrata sui resti rinvenuti nel 1993, incastonati nelle formazioni carsiche della grotta di Lamalunga[70].
- Centro Visite Lamalunga[71]
- Palazzo Baldassarre[72]
- Museo Diocesano Matronei Altamura (MUDIMA) - Situato all'interno dei matronei della Cattedrale di Altamura[73].
- Museo d'arte tipografica Portoghese
- Museo etnografico dell'Alta Murgia
- Museo del pane

### Stampa
- La Nuova Murgia - periodico di cultura, informazione e attualità dell'Alta Murgia.
- In Città - periodico di cultura, arte e tradizioni popolari
- Free - periodico di informazione, storia, cultura locale.

### Radio
- Canale 2 Radio[74] FM 102,300 MHz (copertura locale)
- Radio Altamura Uno[75] (copertura Altamura e territorio limitrofo)
- Radio Regio FM 104,300 MHz (copertura locale)

### Televisione
- Canale 2 Radio-TV, fondata nel 2000.[74]
- Tele Appula, fondata nel 1976 (attualmente chiusa).

#### Teatro
- Teatro Mercadante: costruito nel 1895 per onorare la memoria del compositore Saverio Mercadante, fu inaugurato il 17 settembre dello stesso anno e per l’occasione fu rappresentata l'opera “La Vestale”[76]. Chiuse nel 1990 per inadeguatezza alla nuova normativa in materia di sicurezza, fino al 2003, quando il Consorzio proprietario dell’immobile stipulò un accordo con la società privata Teatro Mercadante srl, che a proprie spese provvide al recupero, riconsegnandolo alla città nel 2014[76]. In occasione della riapertura, fu eseguito un concerto diretto dal maestro Riccardo Muti[77].

### Cinema
Sono stati girati ad Altamura alcuni lungometraggi, quali:
- Anni ruggenti (1962), di Luigi Zampa con Nino Manfredi e Gino Cervi
- L'Italia in pigiama (1977), documentario di Guido Guerrasio
- La bidonata (1977), di Luciano Ercoli con Walter Chiari e Franca Valeri
- Tre fratelli (1981) di Francesco Rosi con Michele Placido e Vittorio Mezzogiorno
- Io speriamo che me la cavo (1992), con Paolo Villaggio
- Da do da[78] (1994) di Nico Cirasola con Totò Onnis e Gilla Novak
- Tutto l'amore che c'è (2000), di Sergio Rubini con Michele Venitucci e Margherita Buy
- Pane e libertà (2008), di Alberto Negrin, con Pierfrancesco Favino e Raffaella Rea
- Il sottile fascino del peccato (2008), di Franco Salvia con Nino Castelnuovo e Milena Miconi
- Focaccia blues (2009) di Nico Cirasola[79]
- L'uomo nero (2009) di Sergio Rubini

### Cucina
La cucina altamurana offre diversi piatti, quali:

#### Paste fresche e prodotti della panetteria, pasticceria
- Il pane di Altamura, con le sue classiche forme alto (sckuanéte) e basso (uàsce), ha ricevuto nel 2005 il marchio DOP[81] dall'allora ministro dell'agricoltura Gianni Alemanno. Si prepara mescolando la semola rimacinata di grano duro rigorosamente locale con acqua, sale e lievito naturale, detto "lievito madre", che si ottiene facendo fermentare una piccola quantità di pasta di pane preparata in precedenza; si lascia riposare per qualche ora e, rispettando le tradizioni, viene cotto nei forni a legna.[82]Pane di Altamura DOP

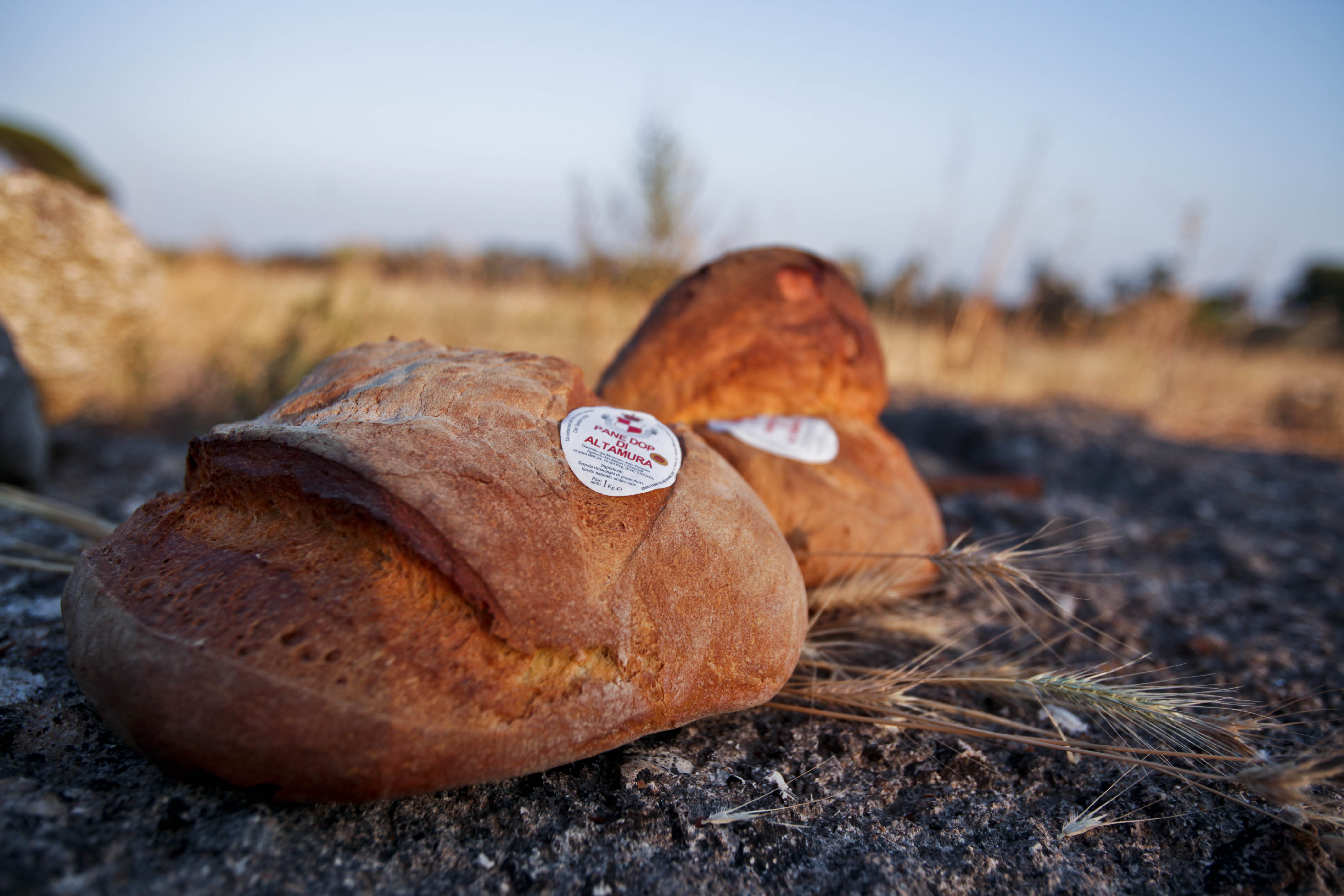
Pane di Altamura DOP

Il pane di Altamura è prodotto solo all'interno della zona d'origine con grano raccolto esclusivamente dai dintorni. Ogni forma è garantita dal Consorzio di Tutela.
Durante gli anni del dopoguerra, il pane veniva preparato dalle massaie nelle proprie case (con dosi settimanali di diversi kg) e consegnato ai fornai, che passando casa per casa, raccoglievano le pagnotte. Prima di cuocerle ad ogni pagnotta veniva impresso il marchio della famiglia che aveva preparato il pane e una volta cotto veniva caricato su un carretto trainato da un mulo e riconsegnato.
- Cialda fredda e Pane cotto: tra i piatti tipici preparati con il pane bisogna ricordare la ciallédde (italianizzato in cialda) preparata con pane di Altamura raffermo al quale vengono aggiunti pomodori, cipolla, uno spicchio di aglio, cime di rape (in alternativa patate e uova) e olive precedentemente bolliti, con l'aggiunta, a crudo, di un filo d'olio extravergine di oliva e u puène quétte (pan cotto) preparato facendo bollire direttamente in acqua salata il pane con verdure di stagione: il tutto viene spolverato con formaggio (meglio se pecorino murgiano).

#### Carni fresche
U cutturidde e la pecora alla rezzaule sono due piatti tipici a base di carne ovina. U cutturìdde è un lesso di agnello e varie erbe selvatiche, come il finocchietto selvatico, e piselli. Un piatto simile viene anche fatto a Venosa e a Tricarico dove si suole, per questa preparazione, usare carne di pecora condendola anche con salsa di pomodoro e peperoncino piccante. La péchere alla rezzaule è, invece, composta da carne pecorina con aromi e verdure selvatiche, cotta lentamente in anfore di terracotta e in forno a legna.

#### Prodotti vegetali
- I lambasciune (lampascione in italiano, vambasciule in gravinese): sono dei bulbi di una pianta selvatica tipica dell'Italia meridionale, simili alla cipolla, dal sapore aspro e intenso, utilizzati come contorno per arrosti di carne. Sono degustati anche fritti, cotti sotto la cenere, lessati e conditi.
- La Lenticchia di Altamura è un'Indicazione Geografica Protetta, presenta caratteristiche peculiari rispetto alle altre lenticchie. Infatti ha un’ottima consistenza e un alto contenuto di ferro e proteine, facilità di cottura e soprattutto un profumo e un sapore unici, conferiti proprio dalla terra d’origine e difficili da ritrovare altrove. Presenta una colorazione che va dalle diverse gradazioni del verde a quelle del marrone, con una forma appiattita che, in funzione della sua dimensione, sarà identificata come grande o piccola.

#### Bevande alcoliche, distillati, liquori
- Padre Peppe (liquore): prodotto per la prima volta da un frate cappuccino, padre Giuseppe Ronchi, agli inizi del XIX secolo[85], è oggi il più importante, famoso, diffuso e commercializzato liquore altamurano. Di colore marrone scuro, ha un sapore e un profumo molto intensi, ma ovviamente ciò dipende dalla preparazione e dagli ingredienti. Secondo la tradizione il Padre Peppe si prepara immergendo i frutti verdi dell'albero delle noci a partire dal 24 giugno (giorno di San Giovanni Battista) in alcol, con l'aggiunta di erbe, spezie e aromi vari tra i quali caffè, chiodi di garofano, cannella e noce moscata. Il tempo di macerazione può variare dai 6 mesi (per i prodotti fatti per consumo personale) ai 4 anni (nel rispetto della tradizione). All'olfatto meno esperto è possibile riconoscere solo una parte di tutti questi profumi, tra i quali spicca la cannella. Si abbina molto bene con la tradizionale pasticceria secca altamurana, a base di mandorle.

### Eventi
- Festival nazionale del teatro comico: giunto nel 2016 alla XIV edizione, si svolge nel periodo estivo. Nella serata finale, la giuria assegna al migliore degli spettacoli presentati il premio "bombetta d'oro" (così chiamato con riferimento al cappello tipico di Totò, tra i più noti attori comici italiani al quale il festival è dedicato). Vengono inoltre assegnati i premi secondari (miglior regia, miglior attore, miglior caratterista) e il premio di maggior gradimento del pubblico, che dal 2009 è intitolato ad Oreste Lionello che l'anno precedente si esibì nella sua ultima esibizione teatrale.[86]
- Festival dei Claustri[87]
- Federicus[88]: rievocazione medievale annuale in onore dell'Imperatore Federico II di Svevia, di solito organizzato per tre giorni alla fine di aprile con addobbi medievali, numerosi stand di prodotti tipici, informazioni storiche, attività rievocative della vita medievale e corteo storico in costume.

## Geografia antropica

### Urbanistica
All'interno della cinta muraria si sviluppa il centro storico, avente una forma circolare, con strade e vicoli stretti che si incontrano alla Cattedrale, situata al centro della città. La strada principale che "taglia" il centro in due parti, delimitate da Porta Matera e Porta Bari, è detta Corso Federico II di Svevia.
Gli interventi urbanistici più significativi, che caratterizzano la città oltre le mura, sono viale Martiri 1799, via Vittorio Veneto, corso Vittorio Emanuele e il collegamento, dopo la costruzione della ferrovia, del centro storico con la stazione.
La strada principale per le entrate è la SS96, che funge da parziale circonvallazione (oggi allargata parzialmente a quattro corsie e comunicante con la SS99 che porta a Matera); altre strade principali sono via San Pio da Pietrelcina, che collega via Gravina a via Corato, via Mura Megalitiche che collega via Santeramo a via Bari incrociando via Cassano, e strade di recente costruzione che collegano via Corato a via Vecchia Buoncammino passando dalla Stazione Ferroviaria.

## Economia
L'economia della Puglia tocca la città di Altamura, che presenta un'economia sviluppata e diversificata.
L'agricoltura è sempre stata una delle attività principali della città: infatti la città è noto per la produzione di cereali. Di pari passo alla produzione di cereali si è sviluppata una ricca industria di trasformazione del grano testimoniata dalla presenza di molini di medie e grosse dimensioni che fanno di Altamura uno dei poli nazionali della produzione di semole e farine.
La qualità del grano, unita alla tradizione cittadina per la produzione del pane e dei prodotti da forno, hanno reso la città famosa in Italia. Infatti il pane di Altamura è stato il primo prodotto in Europa riconosciuto col marchio DOP nella categoria merceologica Panetteria e prodotti da forno. Notevole è anche la rilevanza storica dei forni.
Di grande rilievo è l'industria del salotto che per anni è stato il settore trainante dell'economia altamurana. Infatti la città di Altamura, assieme a Santeramo e Matera, fa parte del "triangolo del salotto". Nonostante la crisi degli ultimi anni, dovuta essenzialmente alla delocalizzazione della produzione in paesi in via di sviluppo, il salotto rappresenta ancora uno dei settori più importanti per il territorio.
Da segnalare anche le potenzialità del settore turistico, che nonostante la presenza di siti importanti notevoli quali le orme dei dinosauri, l'uomo arcaico di Lamalunga e il borgo medievale della città antica, stenta a decollare e a trovare spazio tra le attrattive turistiche regionali, sebbene Altamura sia riconosciuto quale comune ad economia prevalentemente turistica dalla regione Puglia.

## Infrastrutture e trasporti

### Strade
Altamura è crocevia di molte strade provinciali e statali; tra le più importanti:
- SS 99, che da Altamura conduce a Matera;
- SS 96, che, partendo dalla Basilicata passando per Gravina in Puglia ed Altamura (fungendo anche da circonvallazione), giunge fino a Bari;
- SP 18, che si distacca dalla SS 96 e attraversa il centro abitato, passando dalla zona industriale e riallacciandosi nuovamente con la strada statale;
- SP 238 che conduce a Corato e Trani;
- SP 235, che, passando per Santeramo in Colle, conduce a Gioia del Colle;
- SP 41, che da Altamura conduce a Laterza.

### Ferrovie
La stazione RFI di Altamura si trova lungo la linea ferrovia Rocchetta Sant'Antonio-Gioia del Colle, priva di traffico ferroviario regolare; la limitrofa stazione FAL di Altamura si trova lungo la ferrovia Bari-Matera ed è stazione di diramazione della ferrovia Altamura-Avigliano-Potenza.
Altre fermate della linea FAL nel territorio comunale di Altamura sono la stazione di Pescariello e la stazione di Marinella.

### Mobilità urbana
Il trasporto pubblico all'interno della città è gestito dalle società Autolinee Marino, STP e principalmente FAL; si articola su quattro linee circolari, che toccano tutti i punti più importanti della città, comprese le periferie.

### Aviosuperfici
Nel territorio comunale è presente l'Aviosuperficie Ceraso.

## Amministrazione
| Periodo           | Periodo           | Primo cittadino             | Partito                         | Carica      | Note   |
| ----------------- | ----------------- | --------------------------- | ------------------------------- | ----------- | ------ |
| 6 settembre 1988  | 29 giugno 1990    | Michele Dibenedetto         | DC                              | Sindaco     | [ 94 ] |
| 29 giugno 1990    | 25 settembre 1990 | Fabio Perinei               | PCI                             | Sindaco     | [ 94 ] |
| 25 settembre 1990 | 27 febbraio 1992  | Raffaele Crivelli           | PCI / PDS                       | Sindaco     | [ 94 ] |
| 27 aprile 1992    | 24 giugno 1993    | Giuseppe Giove              | DC                              | Sindaco     | [ 94 ] |
| 24 giugno 1993    | 14 maggio 2001    | Vito Plotino                | MSI-DN / AN                     | Sindaco     | [ 94 ] |
| 14 maggio 2001    | 16 novembre 2004  | Rachele Popolizio           | L'Ulivo                         | Sindaco     | [ 94 ] |
| 16 novembre 2004  | 5 aprile 2005     | Luigi Varratta              | -                               | Commissario | [ 94 ] |
| 5 aprile 2005     | 22 giugno 2015    | Mario Antonio Felice Stacca | FI / PdL                        | Sindaco     | [ 94 ] |
| 22 giugno 2015    | 12 luglio 2017    | Giacinto Forte              | Indipendente di centro-destra   | Sindaco     | [ 94 ] |
| 12 luglio 2017    | 1º agosto 2017    | Enzo Rifino                 | Indipendente di centro-destra   | Sindaco     | [ 94 ] |
| 1º agosto 2017    | 21 febbraio 2018  | Rachele Grandolfo           | -                               | Commissario | [ 94 ] |
| 21 febbraio 2018  | 25 giugno 2018    | Vittorio Lapolla            | -                               | Commissario | [ 94 ] |
| 25 giugno 2018    | 12 dicembre 2022  | Rosa Melodia                | Indipendente di centro-sinistra | Sindaco     | [ 94 ] |
| 12 dicembre 2022  | 29 maggio 2023    | Maria Rita Iaculli          | -                               | Commissario | [ 94 ] |
| 29 maggio 2023    | in carica         | Vitantonio Petronella       | Indipendente di centro          | Sindaco     | [ 94 ] |

### Gemellaggi
- Lucera
- Modica[95]
- Castellana Sicula[95]
- Crotone
- Novoli, dal 16/10/2024

## Sport

### Calcio

L'Altamura vincitore del Campionato Interregionale 1988-1989

La squadra calcistica storica della città è stata l'Unione Sportiva Altamura, che militò per cinque anni nel professionismo negli anni novanta e fu sciolta nel 2015. A inizi anni duemila nacque il Team Altamura, squadra che nella stagione 2023-2024 ha vinto il girone H di Serie D accedendo in terza serie. È inoltre attiva la società di calcio femminile Pink Altamura militante nel campionato dilettanti di Eccellenza.
L'Altamura Calcio A 5 milita nel girone A del campionato di calcio a 5 Serie C2 e la Soccer Altamura di calcio A5 femminile che milita in Serie B.

### Pallacanestro
Le società di pallacanestro che hanno sede nel comune sono la ASD Libertas Basket Altamura, militante fino alla stagione 2023-2024 nel Campionato di Serie C. Nella stagione 2024-2025, la stessa, non si è però iscritta al campionato. 
Sempre nel mondo della pallacanestro  altamurana, l'ASD Virtus 1987 Pallacanestro Altamuraè inserita nel girone B di Divisione Regionale 3 2023-24.

### Altri sport
Tra le squadre di pallavolo l'Enfoservice Altamura, militante durante la stagione 2021-22 nel girone B di Serie C maschile, e la PanBiscò Leonessa Volley Altamura, che gioca nel campionato di Serie C femminile nella stagione 2021-22 (girone B) ottenendo la promozione in B2 nella stagione successiva. Storica per la città, è stata la Jogging Volley Altamura, squadra pallavolistica attiva dal 1996 al 2008.
L'ASD Pallamano Altamura è una società che nella stagione 2021-22 disputa il campionato di Serie B di pallamano. Nella stagione 2009-10 ha raggiunto la serie A1.
Tra le società di atletica attive ci sono l'ASD Atletic Club Altamura, fondata nel 1993, e la Futur Atletica Altamura, fondata nel 2011.

### Impianti sportivi
Tra i principali impianti sportivi ci sono:
- lo stadio Tonino D'Angelo;
- il palazzetto dello sport;
- il campo sportivo comunale Cagnazzi.